# Tomáš Fleissner
Tomáš Fleissner (Plzeň, 20 agosto 1960) è un ex pentatleta cecoslovacco, ora ceco.

## Palmarès
In carriera ha conseguito i seguenti risultati:
- Mondiali:

Budapest 1989: bronzo nel pentathlon moderno a squadre.